# Тшецянув-Оседле
Тшецянув-Оседле (пол. Trzecianów-Osiedle) — село в Польщі, у гміні Борек-Велькопольський Гостинського повіту Великопольського воєводства.
У 1975-1998 роках село належало до Лешненського воєводства.